# Bibai-Bahnlinie
| Bahnhof Bibaitanzan (ca. 1930) |                   |                             |                            |
| Streckenlänge: | 10,6 km           |                             |                            |
| Spurweite: | 1067 mm (Kapspur) |                             |                            |
| Maximale Neigung: | 25 ‰              |                             |                            |
| Minimaler Radius: | 200 m             |                             |                            |
| |                   |                             |                            |
| \| \| \| ← Minamibibai-Zweiglinie \| 1931–1973 \| \| \| 0,0 \| Bibai (美唄) \| 1891– \| \| \| \| ↑→ Hakodate-Hauptlinie \| 1891– \| \| \| \| Brikettfabrik \| \| \| \| 2,7 \| Signalstation Higashi-Bibai \| 1942–1972 \| \| \| 3,7 \| Tōmei (東明) \| 1948–1972 \| \| \| \| Mitsui-Grubenbahn \| \| \| \| 5,7 \| Bannosawa (盤の沢) \| 1925–1972 \| \| \| \| Kraftwerk Mitsubishi Bibai \| \| \| \| \| Bibai-gawa \| \| \| \| \| \| \| \| \| 7,5 \| Garo (我路) \| 1914–1972 \| \| \| \| \| \| \| \| 8,3 \| Bibaitanzan (美唄炭山) \| 1914–1972 \| \| \| 10,6 \| Tokiwadai (常盤台) \| 1924–1972 \| |                   |                             |                            |
| Abzweig geradeaus und ehemals von rechts |                   | ← Minamibibai-Zweiglinie    | 1931–1973                  |
| Bahnhof | 0,0               | Bibai (美唄)                | 1891–                      |
| Abzweig ehemals geradeaus und nach links |                   | ↑→ Hakodate-Hauptlinie      | 1891–                      |
| Abzweig geradeaus und von links (Strecke außer Betrieb) · Betriebsstelle Streckenende und quer (Strecke außer Betrieb) |                   | Brikettfabrik               | Brikettfabrik              |
| Blockstelle (Strecke außer Betrieb) | 2,7               | Signalstation Higashi-Bibai | 1942–1972                  |
| Bahnhof (Strecke außer Betrieb) | 3,7               | Tōmei (東明)                | 1948–1972                  |
| Abzweig geradeaus und von links (Strecke außer Betrieb) · Betriebsstelle Streckenende und quer (Strecke außer Betrieb) |                   | Mitsui-Grubenbahn           | Mitsui-Grubenbahn          |
| Bahnhof (Strecke außer Betrieb) | 5,7               | Bannosawa (盤の沢)          | 1925–1972                  |
| Betriebsstelle Streckenanfang und quer (Strecke außer Betrieb) · Abzweig geradeaus und von rechts (Strecke außer Betrieb) |                   | Kraftwerk Mitsubishi Bibai  | Kraftwerk Mitsubishi Bibai |
| Brücke über Wasserlauf (Strecke außer Betrieb) |                   | Bibai-gawa                  | Bibai-gawa                 |
| Brücke über Wasserlauf (Strecke außer Betrieb) |                   |                             |                            |
| Haltepunkt / Haltestelle (Strecke außer Betrieb) | 7,5               | Garo (我路)                 | 1914–1972                  |
| Brücke über Wasserlauf (Strecke außer Betrieb) |                   |                             |                            |
| Bahnhof (Strecke außer Betrieb) | 8,3               | Bibaitanzan (美唄炭山)      | 1914–1972                  |
| Kopfbahnhof Streckenende (Strecke außer Betrieb) | 10,6              | Tokiwadai (常盤台)          | 1924–1972                  |

Die Bibai-Bahnlinie (jap. 美唄鉄道線, Bibai Tetsudō-sen) war eine Eisenbahnstrecke im Zentrum der japanischen Insel Hokkaidō. Sie gehörte dem Mitsubishi-Konzern und war von 1914 bis 1972 in Betrieb.

## Beschreibung
Die kapspurige Strecke war 10,6 km lang, eingleisig und nicht elektrifiziert. Sie befand sich vollständig auf dem Gebiet der Stadt Bibai in der Unterpräfektur Sorachi. Im Bahnhof Bibai zweigte sie von der Hakodate-Hauptlinie ab und führte ostwärts durch das Tal des Bibai-gawa nach Tokiwadai. Die Strecke diente vor allem dem Abtransport der in mehreren Bergwerken abgebauten Steinkohle, die unter anderem in einer Brikettfabrik und in einem Kohlekraftwerk verarbeitet wurden. Hinzu kam Personenverkehr von lokaler Bedeutung.

## Geschichte
Im August 1906 erhielt das Bergbauunternehmen Ishikari Sekitan die Genehmigung für den Bau einer Eisenbahnstrecke, mit der Steinkohlebergwerke östlich von Bibai erschlossen werden sollten. Aufgrund rechtlicher Auseinandersetzungen mit mehreren Konkurrenten kamen die Bauarbeiten nur schleppend voran und mussten nach drei Jahren eingestellt werden. 1911 verursachte eine Überschwemmung schwere Schäden am bereits fertiggestellten Teil der Trasse. Ishikari Sekitan erneuerte 1913 die inzwischen abgelaufene Konzession und setzte den Bahnbau fort. Am 5. November 1914 erfolgte die Eröffnung der 8,3 km langen Strecke von Bibai nach Bibaitanzan.
Das Unternehmen Ishikari Sekitan wurde am 11. Oktober 1915 mitsamt der Bibai-Bahnlinie an den Mitsubishi-Konzern verkauft. Der neue Besitzer verlängerte die Strecke um 2,3 km und eröffnete am 15. Dezember 1924 das Teilstück von Bibaitanzan nach Tokiwadai. Nach einer Umstrukturierung des Konzerns war der Bahnbetrieb ab 25. April 1950 eine Abteilung von Mitsubishi Mining. Aufgrund der Schließung der Bergwerke legte Mitsubishi Mining die Bibai-Bahnlinie am 1. Juni 1972 still.

## Liste der Bahnhöfe
| Name                   | km   | Anschlusslinien     | Lage   | Ort   |
| ---------------------- | ---- | ------------------- | ------ | ----- |
| Bibai (美唄)           | 00,0 | Hakodate-Hauptlinie | Koord. | Bibai |
| Tōmei (東明)           | 03,7 |                     | Koord. | Bibai |
| Bannosawa (盤の沢)     | 05,7 |                     | Koord. | Bibai |
| Garo (我路)            | 07,5 |                     | Koord. | Bibai |
| Bibaitanzan (美唄炭山) | 08,3 |                     | Koord. | Bibai |
| Tokiwadai (常盤台)     | 10,6 |                     | Koord. | Bibai |